# ولاية مناستر

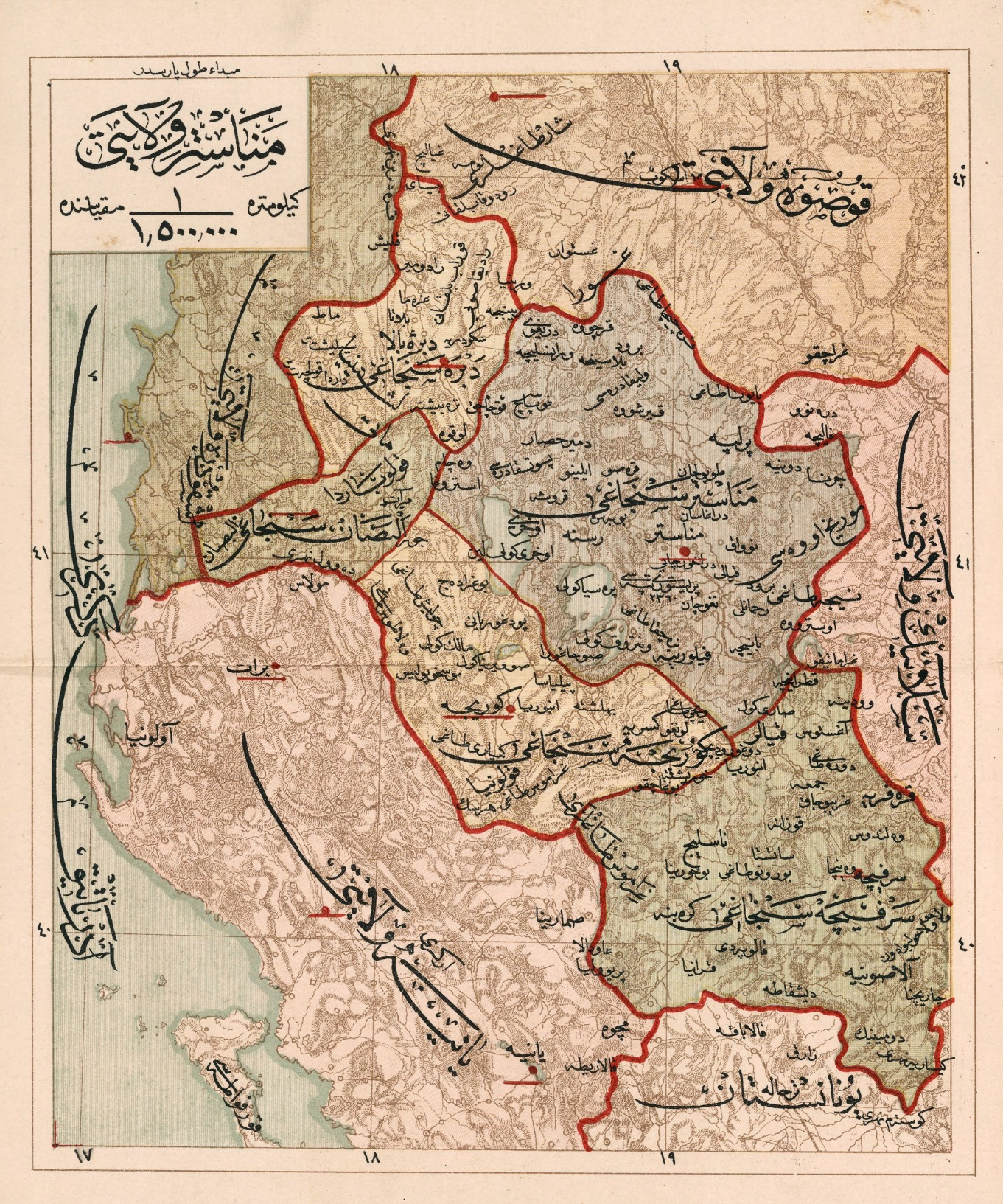
خارطة ولاية مناستر في الأراضي اليونانية الخاضعة للحكم العثماني سنة 1907

كانت ولاية مناستر ((بالتركية العثمانية: ولايت مناستر)‏) تقسيم إداري من المستوى الأول (ولاية) في الدولة العثمانية وتم إنشائها في عام 1874، لكنها انحلت عام 1877 وأعيد إنشائها عام 1879. احتلت الولاية خلال حرب البلقان الأولى عام 1912 وقسمت بين مملكة اليونان ومملكة صربيا، ولاحقاً أصبحت بعض أجزائها تابعة لإمارة ألبانيا المنشأة حديثاً.